# Арчболд (Огайо)
Арчболд (англ. Archbold) — селище (англ. village) в США, в окрузі Фултон штату Огайо. Населення — 4516 осіб (2020).

## Географія
Арчболд розташований за координатами 41°30′56″ пн. ш. 84°18′12″ зх. д. / 41.51556° пн. ш. 84.30333° зх. д. (41.515666, -84.303280).  За даними Бюро перепису населення США в 2010 році селище мало площу 13,13 км², з яких 12,77 км² — суходіл та 0,36 км² — водойми.

## Демографія
Згідно з переписом 2010 року, у селищі мешкало 4346 осіб у 1760 домогосподарствах у складі 1178 родин. Густота населення становила 331 особа/км².  Було 1876 помешкань (143/км²).
Расовий склад населення:
| - 90,5 % — білих - 0,9 % — азіатів - 0,5 % — корінних американців - 0,5 % — чорних або афроамериканців - 5,6 % — осіб інших рас |

До двох чи більше рас належало 2,0 %. Частка іспаномовних становила 16,8 % від усіх жителів.
За віковим діапазоном населення розподілялося таким чином: 25,7 % — особи молодші 18 років, 54,4 % — особи у віці 18—64 років, 19,9 % — особи у віці 65 років та старші. Медіана віку мешканця становила 41,0 року. На 100 осіб жіночої статі у селищі припадало 88,5 чоловіків;  на 100 жінок у віці від 18 років та старших — 82,2 чоловіків також старших 18 років.
Середній дохід на одне домашнє господарство  становив 65 768 доларів США (медіана — 50 778), а середній дохід на одну сім'ю — 75 882 долари (медіана — 60 446). Медіана доходів становила 43 021 долар для чоловіків та 32 353 долари для жінок. За межею бідності перебувало 13,8 % осіб, у тому числі 19,5 % дітей у віці до 18 років та 9,2 % осіб у віці 65 років та старших.
Цивільне працевлаштоване населення становило 2025 осіб. Основні галузі зайнятості: виробництво — 24,7 %, освіта, охорона здоров'я та соціальна допомога — 21,8 %, мистецтво, розваги та відпочинок — 15,2 %, роздрібна торгівля — 11,2 %.